# Пальцев, Николай Иванович
Николай Иванович Пальцев (3 января 1949, Сухая Буйвола, Ставропольский край — 1 декабря 2021) — российский политический деятель. Вице-президент холдинга АО «Центральный совет по туризму и отдыху». Глава города Ставрополя (2008—2011).

## Биография
Родился 3 января 1949 года в селе Сухая Буйвола Петровского района Ставропольского края.
В 1973 году окончил Пятигорский государственный педагогический институт иностранных языков по специальности «Немецкий язык», квалификация и звание «Учитель немецкого языка средней школы»; в 1979 году окончил Ставропольский ордена Трудового Красного Знамени сельскохозяйственный институт по специальности «Экономика и организация сельского хозяйства», квалификация «Экономист-организатор сельскохозяйственного производства»; в 1990 году окончил Академию общественных наук при ЦК КПСС по специальности «Теория социально-политических отношений», квалификация «Политолог. Преподаватель социально-политических дисциплин».
В 1973—1974 годах проходил службу в рядах Советской армии.
С 1974 по 1990 годы — на комсомольской работе, в том числе (последовательно): секретарь, 2-й секретарь, 1-й секретарь Ставропольского крайкома ВЛКСМ, заведующий отделом пропаганды ЦК ВЛКСМ (1985—1986), секретарь ЦК ВЛКСМ (1986—1990).
С 1990 года по 1991 год работал ответорганизатором в Отделе организационно-партийной работы ЦК КПСС.
С 1991 года на руководящих должностях в госкорпорации «Росхлебопродукт» и ряде коммерческих организаций.
С 1999 года — первый заместитель главы администрации особо охраняемого эколого-курортного региона Российской Федерации — Кавказских Минеральных Вод.
С 2001 года — заместитель председателя Правительства Ставропольского края, где возглавлял социальный блок.
В 2005—2007 годах — министр труда и социальной защиты населения Ставропольского края.
С 16 июля 2008 года исполняющий полномочия главы Ставрополя.
12 октября 2008 года избран главой города, пребывал в должности до 25 марта 2011 года.
С 2013 года вице-президент АО «Центральный совет по туризму и отдыху» (холдинг).
Почётный вице-президент землячества «Ставропольцы» в Москве.
Скончался 1 декабря 2021 года. Похоронен в Москве на Троекуровском кладбище, участок 34.

## Семья
Отец — Пальцев Иван Тимофеевич, мать — Пальцева Елена Савельевна. Женат, имеет сына — руководителя крупной московской строительной компании.

## Награды
Перечень наград:
- Орден «Знак Почёта» (1982)
- Орден Почёта (2005)
- Медаль «За заслуги в проведении Всероссийской переписи населения» (2002)
- Медаль «Герой труда Ставрополья» (2018)[9]
- Нагрудный знак Госкомстата России «За активное участие во Всероссийской переписи населения 2002 года» (2003)
- Почётная грамота Губернатора Ставропольского края (2003, 2008)
- Почётная грамота Республики Дагестан (2004)
- Неоднократно награждался Почётными грамотами ЦК ВЛКСМ, значками ЦК ВЛКСМ, дипломами, памятными медалями и знаками ведомственных и общественных организаций